# Friedrich Wilhelm Vattmann
Friedrich Wilhelm Vattmann (* 3. August 1847 in Haarbrück; † 12. April 1902 in Paderborn) war ein deutscher Politiker und von 1877 bis 1900 der erste Bürgermeister der Stadt Gelsenkirchen.
1898 verlieh Kaiser Wilhelm II. Wilhelm Vattmann den Titel des Oberbürgermeisters.  Er war somit der erste Oberbürgermeister der Stadt Gelsenkirchen.
Am 1. Mai 1900 trat Vattmann in den Ruhestand. Bei einer offiziellen Verabschiedungsfeier am 2. Mai 1900 im Alten Rathaus der Stadt verlieh ihm Kaiser Wilhelm II. in Anerkennung seiner Verdienste die Insignien des Roten Adlerordens.
Am 20. September 1900 verlieh ihm die Stadt Gelsenkirchen die Ehrenbürgerwürde. Nach ihm ist die Vattmannstraße am Hans-Sachs-Haus benannt.